# Рогов, Евгений Иванович
Евге́ний Ива́нович Ро́гов (1918—1999) — советский и российский художник декоративно-прикладного искусства. Член СХ СССР (1961). Лауреат Государственной премии РСФСР имени И. Е. Репина (1974). Заслуженный художник РСФСР (1969). Народный художник РСФСР (1977).

## Биография
Родился 25 декабря 1918 года в городе Гусь-Хрустальный в семье ткачей.
С 1935 года Е. И. Рогов начал свою трудовую деятельность в отделе живописи Гусевского хрустального завода в качестве ученика мастера-галлиста. В 1939 году Е. И. Рогов был участником Всесоюзного смотра ассортимента изделий из стекла, где его мастерство было отмечено премией Всесоюзного смотра и особым приказом по Главному управлению стекольной промышленности СССР.
С 1939 года Е. И. Рогов был призван в ряды РККА. С 1941 года участник Великой Отечественной войны — младший сержант, чертёжник 75-го мостового железнодорожного батальона. 23 апреля 1945 года за сохранение железнодорожного моста через реку Висла, был награждён медалью «За отвагу».
С 1948 года после демобилизации из рядов Советской армии работал мастером, а с 1949 по 1996 год — художником на Гусевском хрустальном заводе. Основные произведения Е. И. Рогова:
- вазы: 1949 год — к 150-летию А. С. Пушкина, 1951 год — «Салют», 1970 год — «Юбилейная», 1979 год — «Голубые дали»,
- кубки: 1957 год — «Спартакиада народов СССР», 1958 год — «850 лет городу Владимиру»,
- чаша: 1978 год — «Олимпиада-80».
- столовые сервизы: 1966 год — «Рябинка», 1966 год — «Ажурный», 1967 год — «Кружева»,
- бокалы: 1968 год — «Гвардейские», 1969 год — «Крепыш» и «Гусь-Хрустальный», 1977 год — «Свадебные»,
- сервиз: 1978 год — «Банкетный», Декоративные композиции: 1962 год — «Зелёный шум», 1972 год — «Золотые Ворота» и «Лето», 1975 год — «Космос» и «Слава героям», 1979 год — «Голубые дали», 1985 год — «Древняя Русь», 1990 год — «Возрождение» и 1993 год — «Цветы Урала»[1][3].

С 1958 года являлся постоянным участником республиканских, всесоюзных и международных художественных выставок по стеклу, проходивших в таких странах как: Финляндия, Франция, Болгария, Италия, Чехия, Германия, Бельгия, Португалия, Япония, Иран, Сирия, Швеция, Австралия, США. В 1958, 1967 и в 1970 году Е. И. Рогов был участником Всемирных выставок — Expo 58 в Брюсселе, где за декоративную вазу «Салют» и набор «Десертный» был удостоен бронзовой медали выставки, Expo 67 в Монреале и Expo 70 в Осаке. С 1959 года Е. И. Рогов был постоянным участником ВДНХ СССР, где в 1959 году был удостоен бронзовой, в 1967 году — серебряной и в 1973 году «за подарочный набор „Золотая свадьба“» — золотой медали ВДНХ.
Художественные произведения авторства Е. И. Рогова хранятся в Государственном Русском музее, Государственном музее керамики Усадьбы Кусково, Всероссийском музее декоративно-прикладного и народного искусства, Владимиро-Суздальском музее-заповеднике, Загорском государственном историко-художественном музее-заповеднике, и в частных собраниях ряда стран: Россия, Германия, Югославия, Монголия и Япония.
В 1961 году становится членом Союза художников СССР.
В 1974 году «за создание для массового выпуска высокохудожественных образцов изделий из стекла на Гусевском хрустальном заводе МСПМ СССР» Е. И. Рогов был удостоен Государственной премии РСФСР имени И. Е. Репина.
В 1969 году Указом Президиума Верховного Совета РСФСР Е. И. Рогову было присвоено почётное звание Заслуженный художник РСФСР, в 1977 году — Народный художник РСФСР.
Умер 7 февраля 1999 года в городе Гусь-Хрустальный.

## Награды
- Орден Отечественной войны II степени (06.04.1985)
- Орден Трудового Красного Знамени
- Орден «Знак Почёта»
- Медаль «За отвагу» (23.04.1945)
- Медаль «За оборону Москвы» (01.05.1944)
- Медаль «За победу над Германией в Великой Отечественной войне 1941—1945 гг.» (9.05.1945)
- Медаль «За освобождение Варшавы» (9.06.1945)
- Медаль «За победу над Японией» (30.09.1945)

### Звания
- Народный художник РСФСР (1977 — «за большие заслуги в области искусства»)
- Заслуженный художник РСФСР (1969)
- Почётный гражданин Гусь-Хрустального (1998)

### Премии
- Государственная премия РСФСР имени И. Е. Репина (1974 — «за создание для массового выпуска высокохудожественных образцов изделий из стекла на Гусевском хрустальном заводе МСПМ СССР»)

### Другие награды
- Медали ВДНХ (1959 — Бронзовая, 1967 — Серебряная, 1973 — Золотая)
- Бронзовая медаль Expo 58 (1958)